# Elezioni parlamentari in Algeria del 1982
Le elezioni parlamentari in Algeria del 1982 si sono tenute il 5 marzo. All'epoca il paese possedeva un sistema politico monopartitico, con il Fronte di Liberazione Nazionale come unico partito legale. Quest'ultimo nominò 846 candidati per 282 seggi, con gli elettori chiamati ad esprimere la loro preferenza cancellando i nomi sulla scheda elettorale. L'affluenza alle urne è stata del 67.34%.

## Risultati
| Partito                         | Voti      | %     | Seggi |
| ------------------------------- | --------- | ----- | ----- |
| Fronte di Liberazione Nazionale |           |       | 282   |
| Votanti                         | 6.054.740 | 67,34 |       |
| Elettori registrati             | 8.990.820 |       |       |